# Арест принца Дипонегоро (картина Салеха)
«Арест принца Дипонегоро» (индон. Penangkapan Pangeran Diponegoro; нидерл. Gevangenname van Prins Diponegoro) — картина яванского художника Радена Салеха, написанная им в 1857 году.
В 1829—1851 годах Раден Салех по протекции правительства Голландской Ост-Индии жил в Европе, где получил художественное образование. После возвращения на родину он решил претворить в жизнь то, чему научился в Европе, и таким образом внести свой вклад в модернизацию Явы. Для будущей картины Салех выбрал сюжет из яванской истории, а именно капитуляцию лидера яванского восстания Дипонегоро перед колониальными силами под командованием лейтенант-генерал-губернатора Голландской Ост-Индии генерал-лейтенанта Хендрика Меркуса де Кока, состоявшуюся в 1830 году. Известно, что семья Салеха поддерживала Дипонегоро, многие его родственники приняли участие в восстании. По мнению критиков, в связи с этим Салех хотел представить свою, неколониальную, версию данного события, которое уже было запечатлено голландским художником Николасом Пинеманом в работе «Пленение принца Дипонегоро генерал-лейтенантом бароном де Коком» (1830—1835). На картинах обоих художников Дипонегоро стоит рядом с де Коком на ступенях колониального особняка в окружении голландских офицеров и разоружённых яванцев. Однако Салех наполнил свою работу атмосферой печали, изобразив Дипонегоро и де Кока как равных на фоне рассвета нового дня, намекнув таким образом, по мнению критиков, на будущее освобождение Явы от колониализма. Салех написал картину в 1856—1857 годах, после чего лично подарил её королю Нидерландов Виллему III. В последующие годы полотно хранилось во дворцах Хет Лоо (Апелдорн), Хёйс-тен-Бос (Гаага), Бронбек (Арнем). В 1978 году картина была передана в дар правительству уже независимой Индонезии, после чего выставлялась в Национальном музее Индонезии и президентском дворце Истана Негара в Джакарте. Ввиду плохой сохранности работы в 2013 году была проведена её полная реставрация. Ныне картина находится в коллекции музея президентского дворца Джокьякарты во дворце Гедунг Агунг в Джокьякарте.

## Историческая справка
Дипонегоро (1785—1855), потомок султанов Джокьякарты и старший сын Хаменгкубувоно III, был обойдён при наследовании престола, но не отказался от своих притязаний на лидерство в среде яванской элиты. Объявив «священную войну» против неверных и провозгласив себя новым мессией — «справедливым царём» (индон. Ratu Adil), он поднял восстание против правящего султана и голландского колониального правительства. В последовавшей войне, ведшейся пять лет на большей части современной Центральной Явы, было убито более 200 тысяч яванцев и 15 тысяч голландских солдат. После ряда крупных побед, пленения большей части лидеров восстания и достижения перелома в войне в пользу голландцев, 28 марта 1830 года Дипонегоро был приглашён лейтенант-генерал-губернатором Голландской Ост-Индии генерал-лейтенантом Хендриком Меркусом де Коком в дом резидента Кеду в Магеланге для заключения мира и прекращения боевых действий, где был арестован ввиду тупика в переговорах после отказа признать за ним статус религиозного лидера мусульман всей Явы. Затем он был посажен в экипаж до Батавии, откуда выслан в Манадо на острове Сулавеси; затем переведён в Макасар, где и умер в изгнании два десятилетия спустя. После себя Дипонегоро оставил самолично написанную историю яванского восстания, а также автобиографию. В рамках идеологического конструкта независимой Индонезии считается, что индонезийская нация появилась в огне яванской войны, а память о борьбе, свершениях и страданиях Дипонегоро проложила дорогу к окончательному избавлению индонезийцев от оков колониализма в 1945 году. В 1973 году он был посмертно провозглашён «Национальным героем Индонезии». Почти в каждом городе Индонезии есть улицы и площади в честь Дипонегоро, его именем названы университет в Семаранге и военный округ, а в Джакарте установлен памятник. В доме в Магеланге, где был арестован Дипонегоро, организован музей.

## Композиция
Картина размерами 112 × 179 см написана маслом на холсте. Рассвет нового дня, гористый и засушливый пейзаж, тихая безветренная погода, на деревьях не колышется ни один лист. Сюжет раскрывается в сторону правого края полотна, с видом на северо-восток, где виднеются лучи встающего солнца.
Принц Дипонегоро, являющийся центральным персонажем картины, стоит перед генерал-лейтенантом Хендриком Меркусом де Коком на ступенях особняка с колоннами. Дипонегоро одет как воин-мусульманин — в белый халат с накидкой и шароварами, через плечо перекинута шаль, а на талии — расшитый золотом пояс, на котором висят чётки. Так как арест Дипонегоро произошёл во время месяца Рамадан, во время которого мусульманам запрещено вести боевые действия, на поясе у принца не видно характерного для него оружия — криса, что должно было продемонстрировать его мирные намерения. На голове у принца зелёный тюрбан, намотанный на колпак, окрашенный в бело-красные цвета — символ борьбы и сопротивления колониальному владычеству, возникший задолго до его принятия в качестве национального флага Индонезии.
Дипонегоро стоит перед де Коком в вызывающей позе, на одном уровне, глаза в глаза — в качестве проявления того, что яванцы находятся на равных с голландцами. Генерал-лейтенант повелительным жестом указывает принцу на конный экипаж, который повезёт его в изгнание. Дипонегоро, кажется, изо всех сил пытается сдержать свои чувства, как и следовало ожидать от представителя яванской элиты, однако его лицо всё же полно гнева и презрения. Язык тела Дипонегоро, в частности, решительная поза в сочетании с гордо поднятым подбородком и раздутой грудью, говорит о том, что он не боится голландцев. Рядом по левую сторону от де Кока видна группа голландских офицеров, среди которых искусствоведами опознаны полковник Луи дю Перр, подполковник В. А. Руст, майор-адъютант Франсуа де Стюэрс. Голландцы застыли в статичных позах и смотрят куда-то вдаль, не фиксируя ни на ком свой взгляд. Справа от Дипонегоро стоит, возможно, его сын — Дипонегоро-младший, за которым видны резидент Кеду Франсискус Герард Валк, майор Йохан Якоб Перие, капитан Йохан Якоб Рупс. К ногам Дипонегоро припала женщина, возможно, его жена Раден Айю Ретнанингсих — желая, чтобы принца не уводили, она протягивает к нему руку. Дипонегоро окружает нестройная толпа его разоружённых последователей, как рядовых воинов, так и аристократов в узорчатых саронгах.
Прибегнув к технике глубины резкости, Салех изобразил в мельчайших деталях людей, стоящих на переднем плане, тогда как очертания остальных на заднем плане оказались намеренно размытыми. Головы изображённых голландцев кажутся слишком большими для их тел, в то время как головы яванцев отличаются реалистичными пропорциями. Сам Салех в качестве свидетеля этого события дважды изобразил себя на своём же полотне в толпе последователей Дипонегоро — его приметы можно разглядеть в яванце, павшем в ноги лидеру восстания, и в ещё одном стоящем рядом человеке. Композиция отличается постепенным возрастанием своей структуры по диагонали, что наблюдается в последовательности поз персонажей картины — от сидящих и коленопреклонённых до стоящих в полный рост. Полотно наполнено атмосферой печали, отличаясь изображением задумчивых лиц последователей Дипонегоро и суровых методов голландских офицеров, при отсутствии всяких примет победы колониализма над достоинством яванцев.

## Контекст и создание
Раден Салех родился в Тербойо, близ Семаранга; в качестве года его рождения указываются разные даты — 1806, 1807, 1811, 1814 годы. Салех был родом из знатной яванско-арабской семьи, своего рода аристократов местного общества. В 1829 году, за год до ареста Дипонегоро, Салех уехал из Ост-Индии, прожив дальнейшие 20 с лишним лет в Европе (Нидерланды, Германия, Франция, Бельгия, Италия, Великобритания). За переезд Салеха в Европу заплатил лично генерал-губернатор Голландской Ост-Индии Годерт ван дер Капеллен, не отличавшийся познаниями в яванском искусстве, а жил он там на пенсию, выплачиваемую голландским правительством. Салех учился у бельгийца Антуана Пайена, голландцев Корнелиса Крусемана и Андреаса Схелфхаута, норвежца Юхана Даля, французов Эжена Делакруа и Ораса Верне, испытав сильное влияние романтизма. Будучи любезно принятым в высшие слои европейского общества и научившись говорить на нескольких языках, Салех познакомился с многовековым интеллектуальным наследием и стал частью истории изобразительного искусства Европы, ввиду чего принял решение перенести свой опыт и знания на землю Явы, отразить её историю в своих произведениях и принять участие в процессе демократической модернизации родины.
Интерес Салеха к Дипонегоро возник задолго до его возвращения на Яву. В 1825 году, в год начала яванского восстания, Салеху было четырнадцать лет и он жил на Западной Яве, вдали от театра военных действий, а в 1830 году, во время ареста Дипонегоро, художник уже учился в Европе. Салех никогда лично не встречался с Дипонегоро, но его семья имела отношение к яванскому восстанию; так, в частности, дядя и двоюродный брат Салеха сражались на стороне восставших, а после поражения были арестованы и отправлены в изгнание. В 1831 году, через год после окончания восстания, Салех, как известный эксперт по культуре Явы, был приглашён директором Королевского кабинета редкостей Рейниром Питером ван де Кастеле к идентификации одного криса. Этот яванский кинжал был в числе нескольких взятых при аресте Дипонегоро в 1830 году, а затем был отправлен в качестве подарка королю Нидерландов Виллему I. Салех составил отчёт, в котором дал свою расшифровку надписи «Маг-властитель змей» (индон. Kyai Nogo Siluman) на крисе, указав, что он принадлежал Дипонегоро. Дальнейшая судьба кинжала неизвестна, что породило множество кривотолков, вплоть до того, что Салех мог взять крис себе.
В 1830—1835 годах, по заказу семьи де Кока, или, может быть, его самого, голландский художник Николас Пинеман написал картину «Пленение принца Дипонегоро генерал-лейтенантом бароном де Коком» (77 × 100 см, 1830—1835 гг., Рейксмюсеум). Вместо разгневанного и неповинующегося лидера восстания, на полотне изображён полный смирения, покорный и побеждённый человек с опущенными руками. Дипонегоро стоит ниже де Кока, указывающего ему на экипаж, который отвезёт принца в изгнание — Пиннеман таким образом символически показал, что тот уже потерял свою власть. В целом, довольно официозная картина Пинемана создаёт впечатление того, что, хоть де Кок и проявил жестокость в отношении Дипонегоро, принятые меры по его аресту и ссылке наилучшим образом отвечают интересам яванцев — точно так же, как любящий отец изгоняет своего заблудшего сына для того, чтобы преподать ему ценный урок. Искусствоведы называют работы Пинемана и Салеха двумя самыми известными картинами на тему истории Индонезии. При этом Пинеман написал свою картину сразу после окончания яванской войны, и следовательно — раньше Салеха. Пинеман никогда не был на Яве и в своей работе ориентировался на эскиз адъютанта и зятя де Кока — майора Франсуа де Стюэрса, который также первым зарисовал Дипонегоро после его пленения (рисунок известен по литографиям, так как хранился в библиотеке герцогини Анны Амалии в Веймаре и сгорел вместе с ней в 2004 году). Примерно в то же время де Кок также заказал у Пинемана свой портрет (106 × 90 см, после 1826 г., Рейксмюсеум). Салех, возможно, был учеником Пинемана и оказался привлечён к написанию портрета, например, мог быть занятым в работах по заполнению фона.
В 1851 году Салех сел на пароход до Макасара и вернулся домой, на Яву. Будучи лучше образованным, чем подавляющее большинство голландцев, живущих в Ост-Индии, он не считал себя их «младшим братом», и поэтому делал всё для того, чтобы бороться с предубеждениями местного общества, в частности, с основополагающим столпом колониализма — господством белых. Салех, разумеется, был знаком с картиной Пинемана, одного из самых известных голландских художников своего времени, и, возможно, даже успел снять с неё копию. Желая бросить вызов голландской «визуальной версии» такого важного исторического события, как арест Дипонегоро, Салех захотел изложить его в собственном, яванском, варианте, а не в русле колониального мышления Пинемана. Разница также наблюдается и в названиях картин — «Пленение» у Пинемана против «Ареста» у Салеха, в чём можно разглядеть намёк на то, что Дипонегоро не покорился голландцам. Толчком к выбору темы, возможно, могла послужить смерть Дипонегоро, последовавшая в 1855 году. В 1856 году, для создания эскизов к будущей картине, Салех обратился в колониальное правительство за разрешением на поездку в туземные княжества Центральной Явы, связанные с яванским восстанием. Художнику было отказано в этом желании, причём аргументация заключалась в том, что и спустя 30 лет ещё не пришло время для того, чтоб местные жители освежали в своей памяти ожесточённые бои той уже далёкой войны.
Отсутствие поддержки со стороны правительства не помешало Салеху осуществить свой план. Ранее, в 1852—1853 годах, он съездил в гости к своему дальнему родственнику — Радену Адипати Харио Даноэ Нинграту, регенту Магеланга, и поэтому располагал хорошими познаниями в ландшафте и населении данного района. В 1856 году Салех сделал первый, и единственный известный, предварительный эскиз к будущей работе (43,5 × 58 см, чернила на бумаге, музей «Атлас ван Столк» в Роттердаме). Ранее он никогда не работал над такой композицией, в которой должны были найти своё место более чем сорок человек, и, следовательно, более «оживлённой» по сравнению с работой Пинемана, но должным образом справился с такой задачей. Набросок отличается схожестью с работой Пинемана, но показанные Салехом взаимоотношения между де Коком и Дипонегоро построены уже совершенно по-другому. Большая картина (112 × 179 см, холст, масло) была закончена в 1857 году в Батавии. В письме своему другу Эрнсту II, герцогу Саксен-Кобург-Готскому, с которым у Салеха установились тесные и доверительные отношения, тот описал свою новую работу как «историческую сцену, захват яванского вождя Дипонегоро». «Арест» стал первой картиной в жанре исторической живописи в Юго-Восточной Азии, первой работой на историческую тему у Салеха, который в свою очередь был первым яванским живописцем с европейским художественным образованием и первым восточноазиатским художником, запечатлевшим произошедшее на своей же родине. Между тем, Салех был слишком образованным как для самих яванцев, так и для голландских колонистов, жаждавших слепого послушания, ввиду чего не мог обрести своего места ни в одном из этих двух миров. Так и не сумев добиться признания себя равным голландцам, Салех скончался в 1880 году в Бейтензорге, будучи уставшим и эмоционально опустошённым человеком.

## Последующая судьба
Завершённая картина вместе с двумя другими была лично Салехом подарена королю Нидерландов Виллему III в «знак благодарности» за то, что голландское правительство в течение почти двадцати лет платило за получение им образования в Европе. В 1883 году работа экспонировалась на Международной колониальной выставке в Амстердаме, и в 1894 году на такой же выставке в Антверпене. До 1905 года картина висела во королевском дворце Хет Лоо в Апелдорне, затем была перемещена во дворец Хёйс-тен-Бос в Гааге, а потом — во дворец Бронбек в Арнеме, где была организована трофейная галерея при доме ветеранов колониальной армии. В начале 1970-х годов картина была отреставрирована, в частности, был нанесён второй слой лака поверх авторского. В 1978 году Фондом Оранских-Нассау была организована передача картины в дар индонезийскому правительству, вместе с другими яванскими артефактами, в соответствии с условиями «Соглашения о сотрудничестве в области культуры между правительством Республики Индонезия и правительством Королевства Нидерландов» от 1969 года. Ранее, в 1970 году, во время визита президента Индонезии Сухарто в Нидерланды, индонезийскому правительству была возвращена ещё одна из картин Салеха, подаренных им королю
До конца 1980-х годов картина выставлялась вместе с артефактами яванского восстания в Национальном музее Индонезии, а затем была передана в коллекцию президентского дворца Истана Негара. К 2005 году картина находилась в чрезвычайно плохом состоянии, вследствие чего не была задействована на выставках. Края полотна приобрели хрупкость, тогда как старый лак придал краскам картины зеленовато-коричневый оттенок. Ввиду огромного ущерба, нанесённого полотну, имеющему большую историческую ценность, в 2013 году Институтом имени Гёте и Фондом Ансари Джоджохадикусумо была организована реставрация картины под руководством реставратора Сюзанны Эрхардс из Кёльна, уже имевшей дело с восстановлением работ Салеха. После проведения анализа состава старого лака он был снят, после чего краски приобрели первозданную яркость, а затем холст был укреплён подкладкой и перенесён на новый подрамник. Потом реставраторами были восполнены потери красочного слоя с помощью акварели для того, чтобы не затронуть употреблённые художником масляные краски, а затем нанесён новый слой лака. После реставрации, в 2015 году, картина экспонировалась на выставке работ Салеха в Национальной галерее Индонезии.
В 2014 году картина была передана из дворца Истана Мердека во дворец Гедунг Агунг. Дворец был построен как раз во время восстания Дипонегоро, причём архитектором стал Антуан Пайен, бывший учителем рисования у Салеха. Картина находится в главном выставочном зале дворца, в коллекции музея президентского дворца Джокьякарты. Там же хранится ряд других работ Салеха. В 2016 году картина выставлялась на экспозиции в Национальной галерее Индонезии, посвящённой 71-й годовщине провозглашения независимости Индонезии и открытой президентом Джокови.

## Восприятие
Картина, отличающаяся сбалансированной и выдержанной композицией, считается одним из шедевров Салеха, примером его замечательной художественной техники, а также своего рода иконой национального индонезийского искусства.
Ряд критиков воспринимает картину Салеха как один из первых примеров азиатского национализма в искусстве. Вернер Краус отмечал, что, изобразив де Кока по левую руку от Дипонегоро, а это в видении яванцев воспринимается как «женская» сторона, Салех поставил его на второе место по статусу после Дипонегоро. Краус указал и на чрезмерно большие головы голландских офицеров, чего не было на предварительном эскизе — такое намеренное «упущение» Салеха может навести яванцев на мысль о том, что все они являются ракшасами, злыми монстрами. Некоторые критики посчитали это некомпетентностью Салеха как художника; в частности, Германус де Граф нашёл картину не очень красивой по причине непропорциональности голов по отношению к телам, а также отметил, что «арест принца произошёл не у колоннады, как показано на картине, а внутри дома». Ещё один момент — это то, что на картине Салеха отсутствует голландский флаг, в отличие от работы Пинемана, где он гордо развевается на ветру. Также картина Салеха по своему композиционному строению является как будто отражением работы Пинемана. В связи с этим, по мнению Крауса, полотно Салеха приобретает двойной смысл — один для яванцев, другой для голландцев, которые незнакомы с яванской культурной традицией и не могут понять того, что работа является «горьким суждением о голландском колониальном правлении», а сам Дипонегоро — «обманутым человеком, жертвой коварных действий голландцев». Между тем Джон Кларк писал, что картина является «одним из самых ранних примеров выражения» национализма, заключая в себе при этом необычный посыл в отношении короля, считавшегося довольно либеральным правителем: «Ты сделал это с нами, но мы всё ещё с тобой». Также отмечается маловероятность того, что яванцы успели ознакомиться в должной мере с полотном Салеха и открыть для себя его тайные смыслы, так как работа сразу же была отправлена королю в Нидерланды.
В то же время другие критики, как индонезийские, так и западные, указывают на отсутствие на картине каких-либо элементов национализма. Так, Харсья Бахтияр писал, что в преподнесении картины в дар королю нет никакой подоплёки — в этом действии Салеха скорее можно разглядеть отражение отношений придворного со своим господином, художника и его покровителя. Астрид Райт выразила аналогичную точку зрения, расценив запечатление необратимого исхода яванского восстания как «предупреждение для потенциальных мятежников», в связи с чем предположила, что картина, возможно, была заказана самим голландским колониальным правительством. Сьюзи Протшки также не нашла на картине никаких признаков проявления фронды в отношении колониального правления, отметив, что, подарив свою работу королю Нидерландов, Салех признал его власть над своей родиной. В этом контексте она и другие критики провели параллель с остальными работами Салеха — несколькими из сохранившихся портретов генерал-губернаторов, которые изображены на них как «неоспоримые правители» Ост-Индии; например, портреты Жана Кретьена Бауда (119 × 97 см, 1835 г., Рейксмюсеум), Йоханнеса Ван ден Босха (115 × 97 см, 1836 г., Рейксмюсеум), Хермана Виллема Данделса (119 × 98 см, 1838 г., Рейксмюсеум). В свою очередь Питер Кэри указал, что преподнесение картины в дар королю Нидерландов является «любопытным двусмысленным жестом», так как восход солнца, изображённый на заднем плане полотна, намекает на то, что сохранение «памяти о Дипонегоро — его гении и его страданиях — однажды приведёт к освобождению нации от оков колониализма». Питер Кэри же отметил, что изображённый Салехом рассвет вносит в атмосферу великолепных яванских пейзажей некую полупрозрачную дымку. Несмотря на то, что фактический арест Дипонегоро произошёл во второй половине дня, восход, по мнению Крауса, был введён Салехом в композицию намеренно и символизирует начало новой эры в истории как самой Явы, так и будущей Индонезии в целом.
Салех, вероятно, находил вдохновение в работах своих предшественников, в частности, голландцев. Использованная в «Аресте» цветовая палитра напоминает натурные полотна Ораса Верне и Эжена Делакруа, с которыми Салех был знаком. Поза и жесты де Кока схожи с запечатлёнными на работе голландца Баренда Вейнвелда «Победа в Палембанге» (39 × 56 см, после 1835 г., Музей Амстердама), где тот же де Кок отправляет султана Палембанга Бахаруддина в изгнание, что произошло за девять лет до ареста Дипонегоро. По-видимому, де Кок был написан Салехом в такой позе в том числе и под влиянием итальянской живописи эпохи Возрождения. Параллели можно провести и с картиной бельгийского художника Луи Галле «Отречение Карла V» (485 × 683 см, 1841 г., Королевские музеи изящных искусств Бельгии). «Арест» и «Отречение» схожи направленностью композиции по диагонали, динамическим решением поз персонажей, в частности, двух центральных действующих лиц. Отречение Карла V стало переломным моментом в истории Нидерландов и Бельгии, так как вскоре после воцарения Филиппа II вспыхнуло восстание голландцев против испанского правления. Салех, несомненно, видел работу Галле на выставке бельгийской живописи в Дрездене, в связи с чем «Арест», по мнению Крауса, может трактоваться как заявление в адрес голландского правительства: «Та война за независимость, которую мы ведём сегодня, напоминает войну, которую вы вели 400 лет назад».

## Отражение в культуре
В 1995 году, восхитившись картиной Салеха, поэт Тауфик Исмаил посвятил ей своё стихотворение. В 2001 году джокьякартский художник Руди Винарсо создал пародийную версию картины, на которой Салех вместе с Дипонегоро изображены пленёнными Пинеманом, де Коком и королём Виллемом III. В 2010 году индонезийский хореограф Сардоно Кусумо использовал крупномасштабную репродукцию картины в качестве декорации для своей оперы «Дипонегоро», поставленной по книге Питера Кэри. В 2012 году сюжет картины был воспроизведён в кукольно-теневом представлении на выставке работ Салеха в Национальной галерее Индонезии.